# Sara (Pino Daniele)
Sara, conosciuto anche come Sara non piangere, è un brano musicale del cantautore italiano Pino Daniele, quarta traccia del diciassettesimo album in studio Medina, pubblicato nel 2001 come singolo promozionale.

## Descrizione
Uscita nel 2001 come quarta traccia dell’album Medina, la canzone è una dedica speciale di Pino alla sua primogenita, Sara, nata dal suo secondo matrimonio con Fabiola Sciabbarrasi. All’epoca, Sara aveva solo quattro anni ed è anche comparsa nel videoclip del brano.
Nel 2020, a quasi vent’anni dalla sua uscita, il brano ha ottenuto il disco d'oro. Sara Daniele ha condiviso su Instagram: “Grazie per avermi dedicato una canzone che posso ascoltare quando mi manchi, ogni parola è una carezza ed un abbraccio in più”.